# Caupolicana peruviana
Caupolicana peruviana är en biart som beskrevs av Heinrich Friese 1900. Caupolicana peruviana ingår i släktet Caupolicana och familjen korttungebin. Inga underarter finns listade.